# Friuli Venezia Giulia Strade
Friuli Venezia Giulia Strade S.p.A. è una società pubblica italiana con sede a Trieste che si occupa della gestione e manutenzione delle strade regionali e di alcune strade statali del Friuli-Venezia Giulia.

## Storia
La società è stata costituita nel 2007 in forza dell'art. 4 comma 87 legge regionale 22/2007 e dell'art. 63 legge regionale 23/2007, che hanno autorizzato l'Amministrazione regionale del Friuli-Venezia Giulia a costituire una società a capitale interamente pubblico avente come oggetto esclusivo la progettazione, la realizzazione, la manutenzione, la gestione e la vigilanza di opere di viabilità.

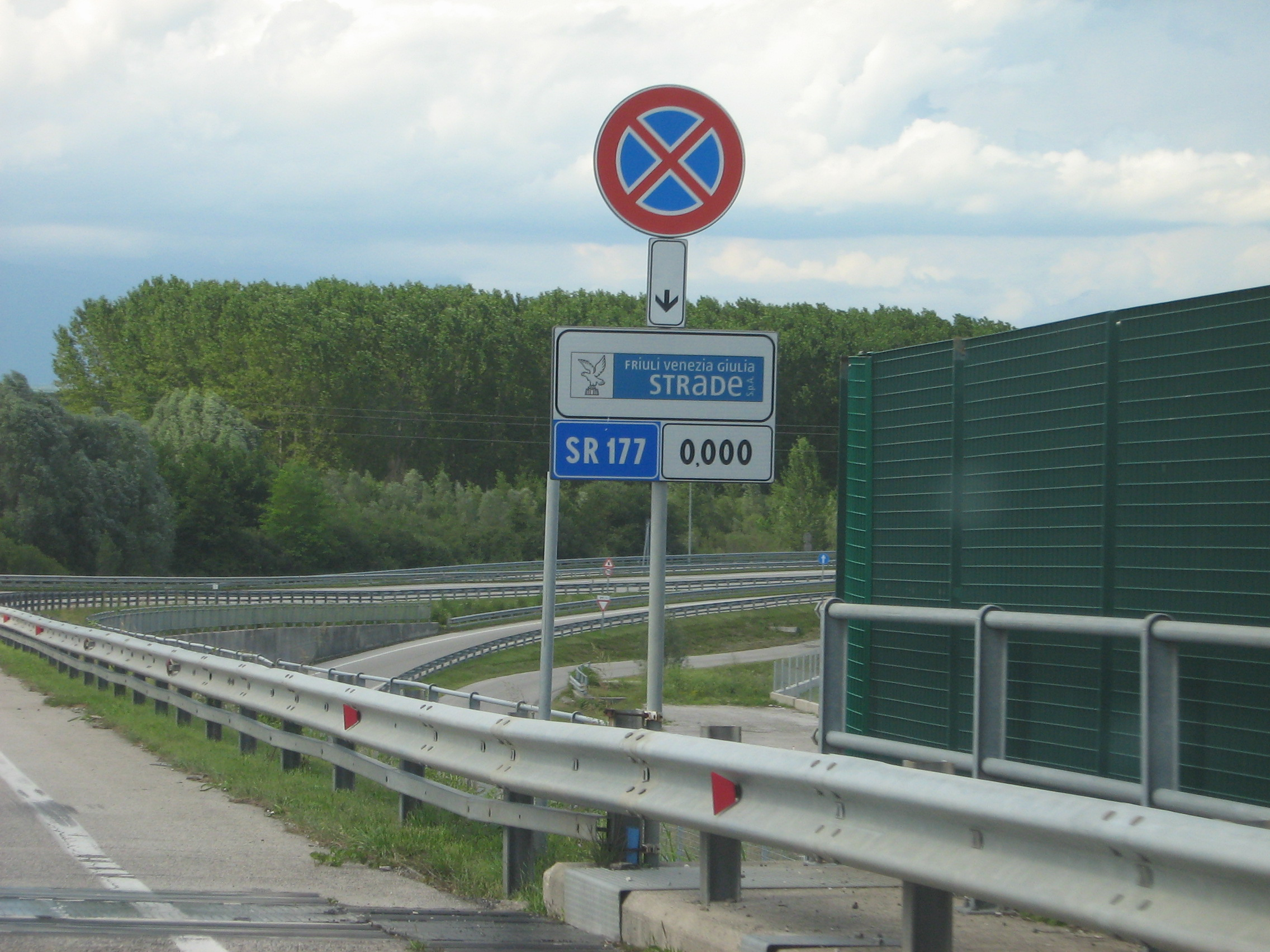
Il segnale stradale posto usualmente nei pressi dell'inizio di una strada gestita dalla FVG Strade

L'articolo 63 della legge regionale 23/2007 prevede il conferimento alla Società del demanio stradale regionale e delle relative pertinenze ed accessori, così come individuati dal comma 1 art. 4 del decreto legislativo 111/2004 recante “Norme di attuazione dello statuto speciale della Regione Friuli-Venezia Giulia concernenti il trasferimento di funzioni in materia di viabilità e trasporti”, che all'art. 1 prevede il trasferimento alla Regione di tutte le funzioni amministrative in materia di pianificazione, programmazione, progettazione, esecuzione, manutenzione, gestione, nuova costruzione o miglioramento nonché vigilanza sulle reti stradali e nazionali ricadenti sul territorio regionale così come individuate negli allegati A (rete stradale d'interesse regionale) e B (rete stradale d'interesse nazionale a gestione regionale) del decreto medesimo, per un totale di 968,347 km.
Essa è pienamente operativa dal 1º gennaio 2008, dopo che l'effettivo passaggio di competenze tra l'ANAS e la regione è avvenuto il 21 dicembre 2007.
Dal 1º gennaio 2018 ha preso in gestione anche le ex strade provinciali delle soppresse province di Udine, Pordenone, Gorizia e Trieste. L'estensione della rete stradale di competenza è così salita da 979 a 3.205 km. Le ex strade provinciali inizialmente hanno mantenuto i numeri originari e il prefisso SP, pur non essendo più provinciali, ma dal 2019 hanno acquisito il prefisso SR seguito dalla sigla dell'ex provincia di appartenenza e dal numero originario (es. SR UD 1). Dal 1º gennaio 2022 queste strade sono divenute di competenza degli Enti di decentramento regionale territorialmente competenti.

## Organizzazione
La società è organizzata, oltre alla sede legale e amministrativa di Trieste, su tre centri di manutenzione: Trieste, Udine e Porcia (provincia di Pordenone).

## Rete stradale di competenza

### Rete stradale d'interesse nazionale a gestione regionale
| SS 13 Pontebbana                                     | 1º tronco: Sacile ponte fiume Meschio - Sacile 2º tronco: Sacile - Porcia 3º tronco: Pordenone - Ugovizza                                                                                   | 2,513 km 5,377 km 133,237 km          |
| SS 14 della Venezia Giulia                           | 1º tronco: Latisana - Cervignano del Friuli 2º tronco: Cervignano del Friuli - Ronchi dei Legionari 3º tronco: Ronchi dei Legionari - Ronchi dei Legionari 4º tronco: Monfalcone - Sistiana | 28,857 km 13,664 km 0,163 km 8,292 km |
| NSA 56 Raccordo tra S.S. 14 e A4                     | Sistiana - Sistiana | 1,880 km                              |
| SS 52 Carnica                                        | 1º tronco: innesto SS13 a Carnia - Galleria San Lorenzo 2º tronco: Galleria San Lorenzo - Passo della Mauria confine regione Veneto                                                         | 41,800 km 19,737 km                   |
| SS 52 var Variante di Socchieve                      | innesto SS 52 - Mediis | 4,362 km                              |
| RA 16 Raccordo autostradale Cimpello (A28) - S.S. 13 | innesto A28 Cimpello - innesto SS 13 Pian di Pan | 3,754 km                              |
| SS 676 Tangenziale Sud di Udine                      | 1º tronco: innesto SR 56 a Paparotti - Raccordo Udine Sud 2º tronco: sottopasso di Basaldella - innesto SS 13                                                                               | 3,760 km 2,628 km                     |
| SS 677 di Ronchi dei Legionari                       | Casello di Redipuglia dell'Autostrada A4 - innesto SS 14 Ronchi dei Legionari | 2,028 km                              |

Queste strade mantengono la denominazione precedentemente in uso quando erano in gestione ANAS.

### Rete stradale d'interesse regionale
| SP 22 della Val Sesis                                  | Cima Sappada - Sappada confine comunale | 8,582 km                               |
| SR 13 racc 54 Raccordo con la S.S. N° 54               | Tarvisio - Tarvisio | 1,015 km                               |
| SR 14 della Venezia Giulia                             | 1° tronco: Sistiana - Trieste (Barcola) 2° tronco: Trieste - Trieste 3° tronco: Trieste - Trieste (Bivio ad H) | 10,370 km 0,503 km 1,574 km            |
| SR 55 dell'Isonzo                                      | San Giovanni di Duino - Sablici | 2,922 km                               |
| SR 56 di Gorizia                                       | Udine - Gorizia Lucinico | 25,900 km                              |
| SR 58 della Carniola                                   | 1° tronco: Trieste San Cilino - Trieste Beatitudini 2° tronco: Trieste Conconello - Fernetti | 1,300 km 6,929 km                      |
| SR 117 di Gorizia                                      | Gorizia - Lucinico | 6,545 km                               |
| SR 177 collegamento stradale Piandipan - Sequals       | innesto SS 13 a Piandipan - innesto SR 464 a Sequals | 27,673 km                              |
| SR 251 della Val di Zoldo e Val Cellina                | 1° tronco: Chions confine con la regione Veneto - Pordenone 2° tronco: Pordenone - San Martino di Campagna 3° tronco: San Martino di Campagna - Maniago 4° tronco: Maniago - Erto e Casso confine con la regione Veneto                        | 12,605 km 8,550 km 16,450 km 39,305 km |
| SR 251 var Variante di San Martino di Campagna         | innesto SR 251 km 39+700 a San Martino di Campagna - rotatoria innesto SR 251 km 42+050 a San Martino di Campagna | 2,650 km                               |
| SR 252 di Palmanova                                    | Codroipo - Gradisca d'Isonzo | 44,948 km                              |
| SR 252 var Bretella dei Feudi                          | innesto SR 252 km 42+220 - rotatoria innesto SR 305 (svincolo autostradale di Gradisca d'Isonzo) | 0,982 km                               |
| SR 305 di Redipuglia                                   | 1° tronco: svincolo SR 305 in loc. Villaorba - Ponte sul Versa a Mariano del Friuli 2° tronco: rotatoria innesto SR 305 var a Gradisca d'Isonzo - Ronchi dei Legionari                                                                         | 0,825 km 6,900 km                      |
| SR 305 var Variante di Mariano del Friuli              | rotatoria innesto SR 56 (ponte sul torrente Judrio) - rotatoria d'intersezione svincolo di Gradisca d'Isonzo | 7,200 km                               |
| SR 351 di Cervignano                                   | Gorizia loc. Lucinico - Cervignano del Friuli | 23,452 km                              |
| SR 352 di Grado                                        | 1° tronco: Udine Paparotti - Cervignano del Friuli 2° tronco: Cervignano del Friuli - Grado | 22,000 km 15,112 km                    |
| SR 352 var                                             | 1° tronco: innesto SR 352 a nord di Strassoldo - Cervignano del Friuli rotatoria di collegamento con le bretelle SS 14 2° tronco: intersezione a rotatoria in Via Cajù in comune di Cervignano del Friuli - innesto SR 352 a Terzo di Aquileia | 5,430 km 1,850 km                      |
| SR 353 della Bassa Friulana                            | Udine - Muzzana del Turgnano | 26,021 km                              |
| SR 354 di Lignano                                      | Crosere - Lignano | 14,800 km                              |
| SR 355 di Val Degano                                   | Villa Santina - Sappada confine con la regione Veneto | 39,786 km                              |
| SR 356 di Cividale                                     | 1° tronco: innesto SS 13 a Magnano in Riviera - Cividale del Friuli 2° tronco: Cividale del Friuli (loc. Gagliano) - Cormons | 28,713 km 13,500 km                    |
| SR 409 di Plessiva                                     | Cormons - Plessiva confine di stato con la Slovenia | 4,744 km                               |
| SR 463 del Tagliamento                                 | Gemona del Friuli - Cordovado confine con la regione Veneto | 57,700 km                              |
| SR 463 var del Tagliamento                             | rotatoria intersezione con SR 463 - rotatoria intersezione con SR PN 1 | 5,390 km                               |
| SR 464 di Spilimbergo                                  | Maniago - Udine | 45,470 km                              |
| SR 464 var di Dignano                                  | rotatoria intersezione con SR 463 - rotatoria intersezione con SR 464 (Via Udine) | 1,255 km                               |
| SR 465 della Forcella Laverdet e di Valle San Canciano | F.lla Lavardet - Sutrio | 39,204 km                              |
| SR 512 del Lago di Cavazzo                             | Tolmezzo - Gemona del Friuli | 22,020 km                              |
| SR 518 di Devetaki                                     | Devetaki - Confine di stato con la Slovenia | 0,970 km                               |
| SR 519 di Iamiano                                      | Iamiano - Confine di stato con la Slovenia | 1,583 km                               |
| SR 552 di Passo Rest                                   | Bivio Priuso - Bivio Sequals | 50,040 km                              |
| SR 646 di Uccea                                        | Tarcento - Uccea confine di stato con la Slovenia | 25,300 km                              |

La maggior parte di queste strade hanno mantenuto lo stesso numero in uso quando erano in gestione ANAS, ma col passaggio a Friuli Venezia Giulia Strade nel 2008 hanno mutato il prefisso da SS (strada statale) a SR (strada regionale). Fanno eccezione le SR 117 e SR 177 (fino al 2008 rispettivamente NSA 117 e NSA 177, ovvero Nuova Strada ANAS), le SR 251 var, SR 305 var, SR 352 var, SR 463 var e SS 464 var (costruite e classificate dopo il 2008)  e la SP 22 (fino al 2017 in territorio veneto e ha mantenuto la vecchia denominazione assegnata dalla provincia di Belluno anche in seguito all'annessione del comune di Sappada al Friuli-Venezia Giulia).
Per approfondire si veda la voce Strade regionali del Friuli-Venezia Giulia.